# رناتو زیتون
رناتو زیتون (انگلیسی: Renato Olive؛ زادهٔ ۶ آوریل ۱۹۷۱) بازیکن فوتبال اهل ایتالیا است.
از باشگاه‌هایی که در آن بازی کرده‌است می‌توان به باشگاه فوتبال پروجا، باشگاه فوتبال لچه، باشگاه فوتبال پارما، باشگاه فوتبال بولونیا، باشگاه فوتبال کاتانیا، و باشگاه فوتبال ناپولی اشاره کرد.